# Pince crocodile

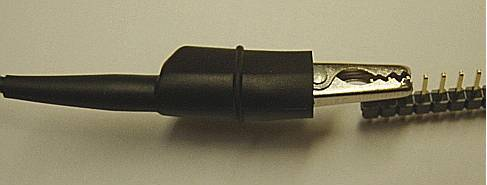
Pince crocodile électronique isolée d'un revêtement noir.

Une pince crocodile est un organe de connexion électrique rapide et provisoire. Elle tient son nom de sa ressemblance aux mâchoires d'un crocodile.

## Utilités
À l'aide de cet outil électrotechnique, lui-même fixé à l'extrémité d'un fil ou d'un câble électrique, on peut connecter rapidement ce fil à une borne dénudée : borne de batterie d'accumulateur, point de test, broche de composant, fil volant.
Cette connexion permet :
- Si le fil est relié à un instrument de mesure, multimètre, d'effectuer une mesure.
- Si le câble est connecté à une source de courant électrique : chargeur de batterie, batterie d'accumulateur, alimentation, elle permet d'établir le circuit de charge de la batterie, ou d'alimentation provisoire d'un consommateur électrique.

## Constitution
Une pince crocodile est constituée de deux mâchoires métalliques articulées sur un axe et prolongées par deux bras, ces derniers sont maintenus écartés par un ressort, forçant les mâchoires en position fermée au repos. Les bras sont généralement isolés par un revêtement en plastique, servant par là même de surface antidérapante. Lorsqu'un opérateur exerce une pression sur les bras, il écarte les mâchoires permettant ainsi de positionner la pince.
La connexion électrique du fil ou du câble s'effectue sur l'un des bras soit par :
- Sertissage ;
- Soudure ;
- Fiche banane ;
- Connexion à vis.

Il existe des fils à pinces crocodile de toutes tailles, et de différentes longueurs et couleurs. Les fils de couleur rouge servent généralement sur le positif ( + ) et les noir ( - ) sur le négatif d'un circuit. Et aussi elles restent normalement prévues pour être manipulées avec une seule main.